# Sudimara Selatan
Sudimara Selatan is een bestuurslaag in het regentschap Tangerang van de provincie Banten, Indonesië. Sudimara Selatan telt 16.060 inwoners (volkstelling 2010).